# محاكمات نورمبرغ اللاحقة

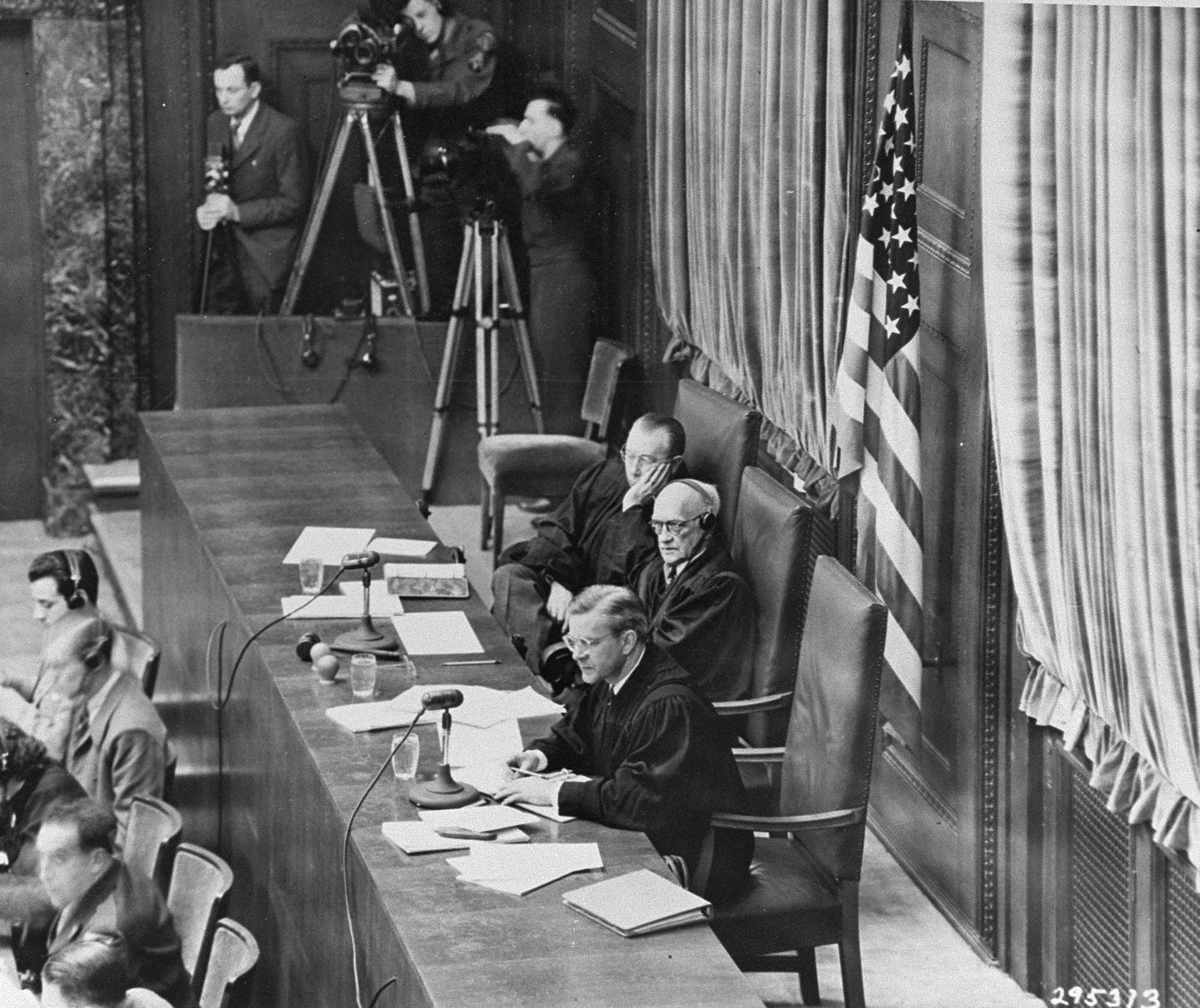

محاكمات نورمبرغ اللاحقة -رسميًا هي محاكمات مجرمي الحرب أمام قضاء نورمبرغ العسكري-، هي سلسلة من اثنتي عشر محكمة عسكرية عُقدت في قصر العدل في نورمبرغ لمحاكمة جرائم الحرب ووجهت فيها التهم لقيادات ألمانيا النازية بعد الحرب العالمية الثانية من عام 1946 وحتى عام 1949.

## المعلومات الأساسية
جعلت الخلافات المتزايدة بين المنتصرين في الحرب العالمية الثانية (الولايات المتحدة والمملكة المتحدة وفرنسا والاتحاد السوفييتي) التخطيط بصورة أولية لأكثر من محاكمة في المحكمة العسكرية الدولية أمرًا مستحيلًا، ومع ذلك فإن قانون رقم 10 الذي أصدره مجلس رقابة الحلفاء في 20 ديسمبر عام 1945 يخوّل أي سلطة من سلطات الاحتلال محاكمة مجرمي الحرب المشتبه بهم في مناطق الاحتلال التابعة لهم.
شرعت السلطات الأمريكية بناءً على هذا القانون وبعد انتهاء محاكمة نورمبرغ الأولية ضد مجرمي الحرب الرئيسيين بعقد 12 محاكمة أخرى في نورمبرغ، إذ كان القضاة والمدعون العامون في جميع هذه المحاكم أمريكيين، وكان رئيس محامي الادعاء هو الجنرال تيلفورد تايلور، وجرت محاكم مماثلة في مناطق احتلال أخرى.

## المحاكم
جرت المحاكمات الأمريكية الاثنتا عشر أمام محاكم نورمبرغ العسكرية في الفترة من 9 ديسمبر عام 1946 وحتى 13 أبريل عام 1949، وكانت المحاكم على النحو التالي:
| #  | التسميات                | التواريخ                        | المتهمين                                        |
| 1  | محاكمة الأطباء          | 9 ديسمبر 1946- 20 أغسطس 1947    | 23 طبيبًا نازيًا شارك في عملية T4                 |
| 2  | محاكمة ميلش             | 2 يناير - 14 أبريل 1947         | المارشال الميداني للوفتفافه إرهارد ميلش         |
| 3  | محاكمة القضاة           | 5 مارس - 4 ديسمبر 1947          | 16 ألمانيًا نازيًا من رجال قانون «النقاء العرقي«  |
| 4  | محاكمة بول              | 8 أبريل - 3 نوفمبر 1947         | أوزوالد بول و17 آخرين من ضباط قوات الأمن الخاصة |
| 5  | محاكمة فليك             | 19 أبريل - 22 ديسمبر 1947       | فريديريش فليك و5 مديرين لشركته                  |
| 6  | محاكمة شركة إي غه فاربن | 27 أغسطس 1947 - 30 يوليو 1948   | 24 مديرًا لشركة إي غه فاربن، وصانع زيكلون ب      |
| 7  | محاكمة الرهائن          | 8 يوليو 1947 - 19 فبراير 1948   | 12 جنرالًا ألمانيًا من حملة البلقان               |
| 8  | المحاكمة المستعجلة      | 20 أكتوبر 1947 - 10 مارس 1948   | 14 مسؤولًا عن التطهير العرقي وإعادة التوطين      |
| 9  | محاكمة أينزاتسغروبن     | 29 سبتمبر 1947 - 10 أبريل 1948  | 24 ضابطًا من أينزاتسغروبن                        |
| 10 | محاكمة كروب             | 8 ديسمبر 1947 - 31 يوليو 1948   | 12 مديرًا لمجموعة كروب                           |
| 11 | محاكمة الوزراء          | 6 يناير 1948 - 13 أبريل 1949    | 21 مسؤولًا في ألمانيا النازية                    |
| 12 | محاكمة القيادة العليا   | 30 ديسمبر 1947 - 28 أكتوبر 1948 | 14 جنرالًا في القيادة العليا                     |

## النتيجة
بدأت عملية نورمبرغ المتضمنة 3887 قضية، والتي أسُقط منها نحو 3400 قضية؛ وذهبت 489 غيرها إلى المحكمة، وتضمنت 1672 مدعى عليهم؛ حُكم على 1416منهم أنهم مذنبون؛ وأُعدم أقل من 200 شخص منهم، وأُرسل 279 غيرهم إلى السجن المؤبد، وأُطلق سراحهم جميعًا في خمسينيات القرن العشرين.
خُفّض العديد من أحكام السجن الطويلة في عام 1951 بقرار من المفوض السامي ماكلوي، وحُوّلت 10 عقوبات إعدام معلّقة من محاكمة أينزاتسغروبن إلى عقوبات بالسجن، وأُطلق العفو في العام نفسه على الكثير من الأشخاص الذين حُكم عليهم بالسجن.

## النقد الموجه
انتُقدت بعض محاكم نورمبرغ العسكرية لاستنتاجها أن «القصف الأخلاقي» للمدنيين المتضمن الاحتجاج على الأسلحة النووية كان قانونيًا، ولحكمها في بعض الحالات على شرعية إعدام المدنيين.

### سير إجراءات الدعوى
كشف بين فيرنيتز -كبير المدعين العامين لجيش الولايات المتحدة في محاكمة أينزاتسغروبن- في مقابلة أجرتها معه صحيفة واشنطن بوست في عام 2005 عن بعض أنشطته التي قام بها خلال فترة وجوده في ألمانيا، وقال «الشخص الذي لم يكن هناك لن يستطيع أن يدرك حقيقة سريالية الموقف».
سلّم الأمريكيون ما لا يقل عن عشرات من قوات الأمن الألمانية الخاصة ذوي الرتب المتدنية المشتبه بهم إلى مخيمات اللاجئين بغرض إعدامهم من قبل «النازحين» من دون محاكمة سابقة أو إصدار للحكم، إذ كان يُعتبر أمرًا قانونيًا أن يُسلم المشتبه به إلى ضحيته لإجراء المزيد من الاستجواب معه. قال فيرنيتز بخصوص ذلك:
«رأيت ذات مرة (النازحين) قد ضربوا رجلًا من قوات الأمن ثم ربطوه بالنقالة الفولاذية للمحرقة وأنزلوه في الفرن وأشعلوا النار ثم أخرجوه وأعادوه حتى أُحرق حيًا، ولم أفعل شيئًا لإيقافه؛ وأفترض أنه كان بإمكاني التلويح بسلاحي أو إطلاق النار في الهواء، ولكنني لم أمِل لأفعل هذا. هل يجعلني ذلك شريكًا بالقتل؟».

أشار فيرنيتز في المقابلة إلى أن المعايير القانونية العسكرية في ذلك الوقت قد سمحت بإجراءات لن تكون ممكنة اليوم، قائلًا:
«هل تعلم كيف حصلت على أقوال الشهود؟ كنت أذهب إلى قرية هبط فيها طيار بالمظلة على سبيل المثال وضُرب حتى الموت وأصطفّ الجميع بمواجهة الحائط ثم أقول: (أي شخص يكذب سيتم إطلاق النار عليه في الحال)، لم يخطر ببالي مطلقًا أن الأقوال المأخوذة بالإكراه ستكون باطلة».